# شیار هلو
شیارِ هلو (ایتالیایی: Il solco di pesca) یک فیلم اروتیک درام به کارگردانی مائوریتسیو لیورانی است که در سال ۱۹۷۶ منتشر شد. از بازیگران فیلم می‌توان به مرتین بروشار، گلوریا گوئیدا و امیلیو چیگولی اشاره کرد.

## خلاصه داستان
ماجرای این فیلم سکسیِ ملایم، دربارهٔ عکاسی به نام «داویده» است که علاقه‌ای وسواس‌گونه به باسن زنان دارد که بدان «هلو» می‌گوید. او درگیر رابطه‌ای نامشروع با یک زن متأهل به نام «وی‌ویانه» است و در جریان رفت‌وآمد به منزل او متوجه می‌شود که «تونینا» دختر جوان خدمتکار او «هلو»ی با طراوت‌تر و رغبت‌برانگیزتری دارد. داویده با عمویش که کشیش یک کلیسای محلی است در این باره صحبت می‌کند که منجر به بحث‌های گاه‌به‌گاه با او دربارهٔ مسئله گناه در دین کاتولیک و نقش گناه در زندگی روزمره می‌شود.